# Gold Hill (Oregon)
Gold Hill az Amerikai Egyesült Államok északnyugati részén, Oregon állam Josephine megyéjében, az Interstate 5, valamint az Oregon Route 99 és az Oregon Route 234 mentén elhelyezkedő város. A 2020. évi népszámláláskor 1335 lakosa volt.
Itt található az Oregon Vortex optikaicsalódás-gyűjtemény, valamint a Gold Hill-i Történelmi Társaság múzeuma.

## Története
Nevét az 1850-es években kapta, amikor egy közeli dombon aranyat találtak. Miután William G. T’Vault ezredes és családja letelepedtek, Gold Hill gyors fejlődésnek indult. A helység később híres volt cementgyártásáról.

## Népesség
| Lakosok száma | 385  | 422  | 502  | 619  | 608  | 904  | 964  | 1073 | 1220 | 1335 |
|               | 1900 | 1920 | 1930 | 1950 | 1960 | 1980 | 1990 | 2000 | 2010 | 2020 |

## Fordítás
- Ez a szócikk részben vagy egészben  a   Gold Hill, Oregon című angol Wikipédia-szócikk ezen változatának fordításán alapul.  Az eredeti cikk szerkesztőit annak laptörténete sorolja fel. Ez a jelzés csupán a megfogalmazás eredetét és a szerzői jogokat jelzi, nem szolgál a cikkben szereplő információk forrásmegjelöléseként.